# エギルス・レヴィッツ
エギルス・レヴィッツ（ラトビア語: Egils Levits、1955年6月30日 - ）は、ラトビアの政治家、法学者。前大統領。
ソビエト連邦末期にラトビア人民戦線に所属し、1990年の独立回復に貢献した。1993年から1994年まで副首相兼司法相、1994年から1995年までハンガリー・オーストリア・スイス大使を務めたのち、欧州人権裁判所判事に任命され、2004年まで在職した。同年以降は欧州司法裁判所判事を務めている。
2015年に大統領選挙に立候補したが、ライモンツ・ヴェーヨニスに敗れ次点に終わった。2019年の大統領選挙で当選。

## 経歴
ソビエト連邦占領下のリガに生まれる。父のヨナス・レヴィッツはユダヤ人のエンジニア、母のインゲボルガ・レヴィタはバルト・ドイツ人の詩人で、アイヤ・ゼムザレというペンネームを持っていた。1972年、反ソ連活動を理由に一家そろってソ連を追放され、インゲボルガの親戚のいる西ドイツに移住。ラトビアが独立を回復する1990年まで西ドイツに留まった。
レヴィッツはユダヤ系であるが、インタビューなどでは自らのアイデンティティーをもっぱらラトビア人に求めている。
1980年代末から政治の世界に入り、1989年にラトビア市民会議が発足すると、ラトビア人民戦線所属の代議員となった。その後、クラブ21という政治団体に合流し、1993年には「ラトビアの道」という政党から国会議員に当選した。ラトビア共和国憲法の起草に携わったほか、大統領直属の憲法委員会委員長を務めてきた。また、オーストリア、スイス、ハンガリーなどの大使を歴任した。
法曹界でも、1995年に欧州人権裁判所判事に選任されたほか、2004年以降は欧州司法裁判所判事を務めている。

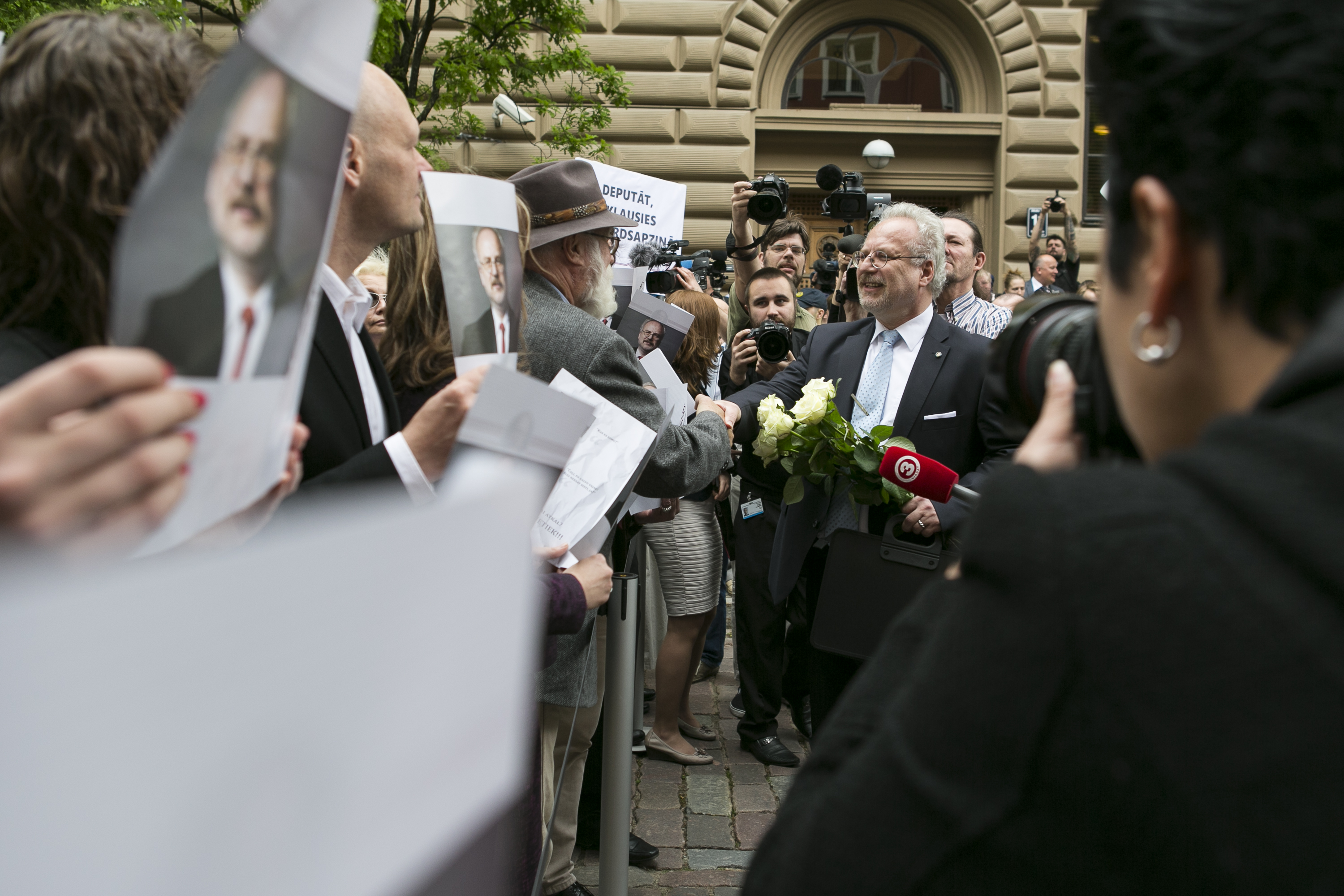
2015年の大統領選挙期間中、国会前で支持者に声をかけるレヴィッツ

2011年と2015年の2度、国民連合から大統領選挙に立候補したが、いずれも落選した。3度目の挑戦となった2019年の大統領選挙では、与党連合から支持を得て、5月29日に国会議員による投票で大統領に選出された。
大統領就任式は7月8日、サエイマ（国会）で行われた。その後、レヴィッツはリガの自由の記念碑を訪れ、初代大統領ヤーニス・チャクステの墓に献花し、退任するライモンツ・ヴェーヨニス大統領からリガ城（大統領官邸）の鍵を受け取った。7月10日には初の外遊先としてエストニアのタリンを訪問し、同国大統領のケルスティ・カリユライド、首相のユリ・ラタスと会談した。
2022年4月、ウクライナのキエフ北西近郊のブチャでロシア軍による集団虐殺が確認されたと各メディアが報道した。さらに、ウクライナのベネディクトワ検事総長は、キエフ州ボロディアンカでブチャを上回る遺体が見つかったと発表した。4月13日、レヴィッツ、リトアニアのギタナス・ナウセダ大統領、エストニアのアラル・カリス大統領、ポーランドのアンジェイ・ドゥダ大統領はボロディアンカを訪れ、黒焦げになった高層住宅を視察した。また4人は、キエフでウォロディミル・ゼレンスキー大統領と会談し、ウクライナに対する全面的な支持を表明した。

## 政見
国内の政治的問題では、保守的な考えを示してきた。その一方、欧州司法裁判所では、ラトビアの近年の動きについて、難民の受け入れやイスタンブール協定（女性に対する暴力および家庭内暴力の予防と撲滅に関する協定）はラトビア共和国憲法に抵触しないと述べるなどしている。ラトビア経済の強さはヨーロッパ有数であるとして、金融改革には懐疑的である。政党には所属しておらず、今後も無所属で活動する意向を表明している。

## 人物

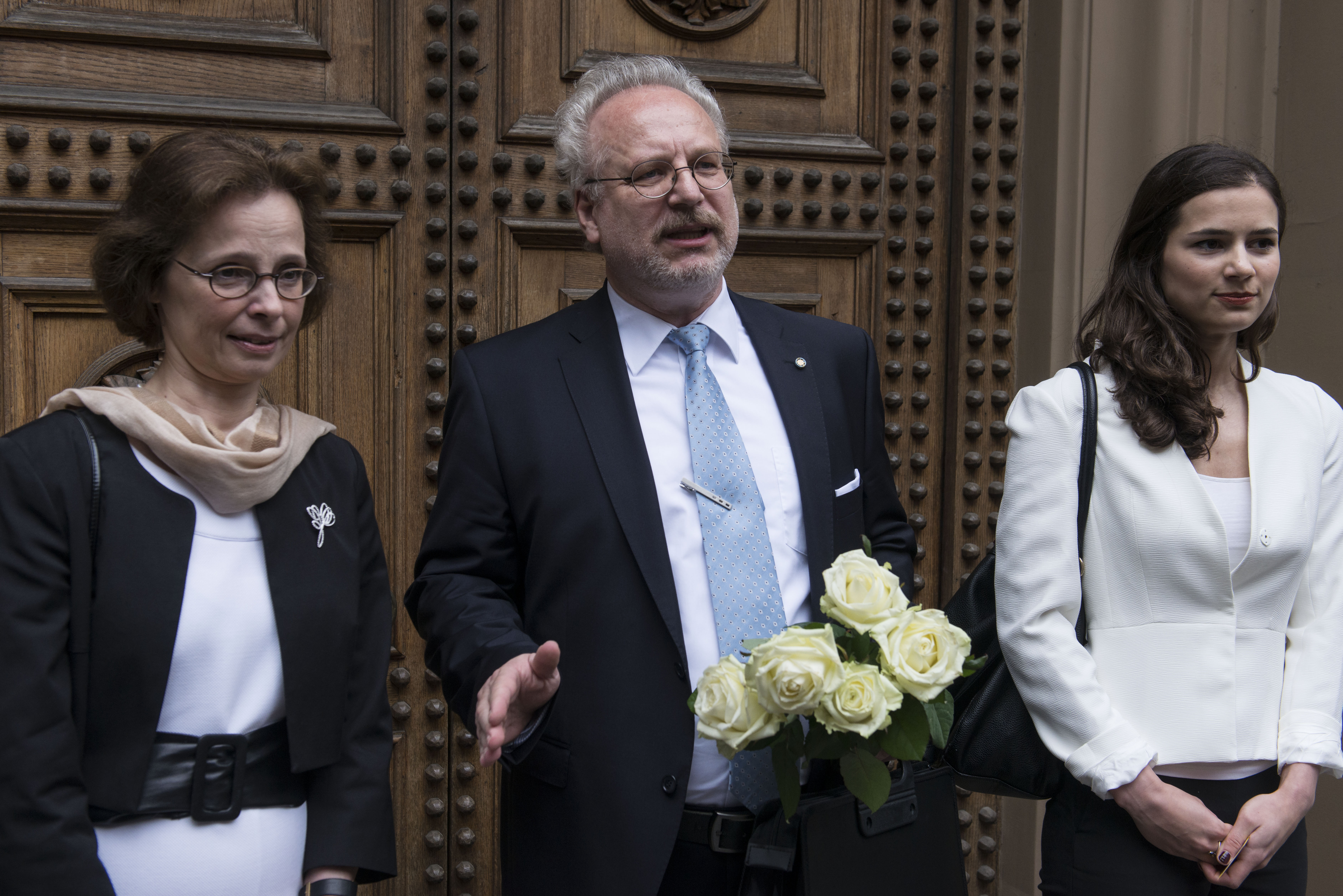
妻アンドラ（左）と娘インドラ（右）

- 産婦人科医の妻アンドラ・レヴィテとのあいだに1男1女がいる[22]。ラトビア語のほか、ドイツ語（ドイツに滞在経験があることによる）、英語、フランス語、ロシア語に堪能である。
- 2019年10月22日、令和の天皇徳仁の即位礼正殿の儀に参列するため日本を訪問。23日に早稲田大学で「ラトビアから見た現代民主主義の諸課題」についての講演を英語でおこなった[23]。